# Melina Matsoukas
Melina Matsoukas, född 14 januari 1981, är en amerikansk musikvideoregissör.

## Regisserade musikvideor
2006
- "Dem Girls" - Red Handed feat. Paul Wall & Scooby
- "Go 'Head" - Ali & Gipp feat. Chocolate Tai
- "Need a Boss" - Shareefa feat. Ludacris
- "Cry No More" - Shareefa
- "Hey Hey" - 216
- "Money Maker" - Ludacris feat. Pharrell
- "Dangerous" - Ying Yang Twins feat. Wyclef Jean
- "Help" - Lloyd Banks feat. Keri Hilson

2007
- "Because of You" - Ne-Yo
- "Green Light" - Beyoncé
- "Kitty Kat" (även regisserad av Beyoncé Knowles) - Beyoncé
- "Suga Mama" (även regisserad av Beyoncé Knowles) - Beyoncé
- "Upgrade U" (även regisserad av Beyoncé Knowles) - Beyoncé feat. Jay-Z
- "Tambourine" - Eve feat. Swizz Beatz
- "Do You" - Ne-Yo
- "Give It to You" - Eve feat. Sean Paul
- "Bleeding Love" - Leona Lewis (Brittisk version)
- "Hold It Don't Drop It" - Jennifer Lopez
- "Sensual Seduction" - Snoop Dogg
- "How Do I Breathe" - Mario

2008
- "In My Arms" - Kylie Minogue
- "Wow" - Kylie Minogue
- "Modern World" - Anouk
- "Closer" - Ne-Yo
- "I Decided" - Solange
- "Just Dance" - Lady Gaga feat. Colby O'Donis
- "Energy" - Keri Hilson
- "Good Good - Ashanti
- "Beautiful, Dirty, Rich" - Lady Gaga
- "Go Girl" - Ciara feat. T-Pain
- "Return the Favor" - Keri Hilson feat. Timbaland
- "Diva" - Beyoncé
- "Thinking of You" - Katy Perry

2009
- "I Will Be" - Leona Lewis
- "So Good" - Electrik Red
- "Not Fair" - Lily Allen
- "Sweet Dreams" (I Am... Tour-videon) - Beyoncé
- "Work" - Ciara feat. Missy Elliott
- "I Look To You" - Whitney Houston
- "Million Dollar Bill" - Whitney Houston
- "Sex Therapy" - Robin Thicke
- "Never Knew I Needed" - Ne-Yo
- "Hard" - Rihanna feat. Young Jeezy

2010
- "Rude Boy" - Rihanna
- "Put It in a Love Song" - Alicia Keys feat. Beyoncé
- "Why Don't You Love Me" - Beyoncé
- "Rockstar 101" - Rihanna feat. Slash
- "Gimmie Dat" - Ciara

2011
- "S&M" (även regisserad av Rihanna) - Rihanna